# Michele Lojacono-Pojero
Michele Lojacono-Pojero, född 1853, död 1919, var en italiensk botaniker.

## Namngivare
Michele Lojacono-Pojero har namngivit
- Centaurea panormitana Lojac. 1903
- Circium vallis-demonii Lojac. 1884
- Saisola controversa = Saisola squarrosa ssp. controversa
- Selaginella atrovirens = Selaginella auriculata = Selaginella denticulata (L.) Spring, 1838

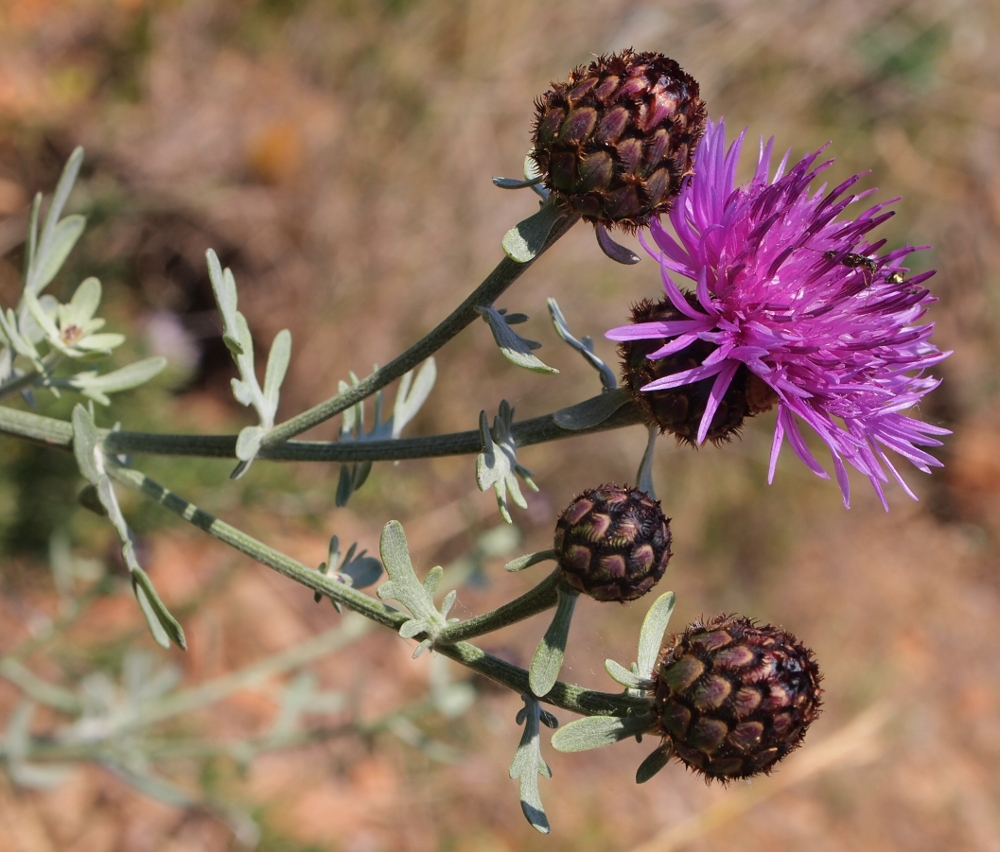
Centaurea panormitana
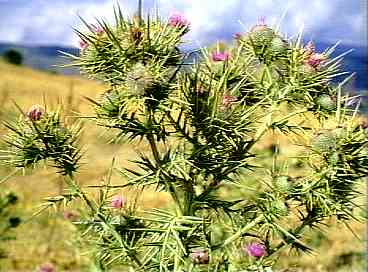
Circium vallis-demonii
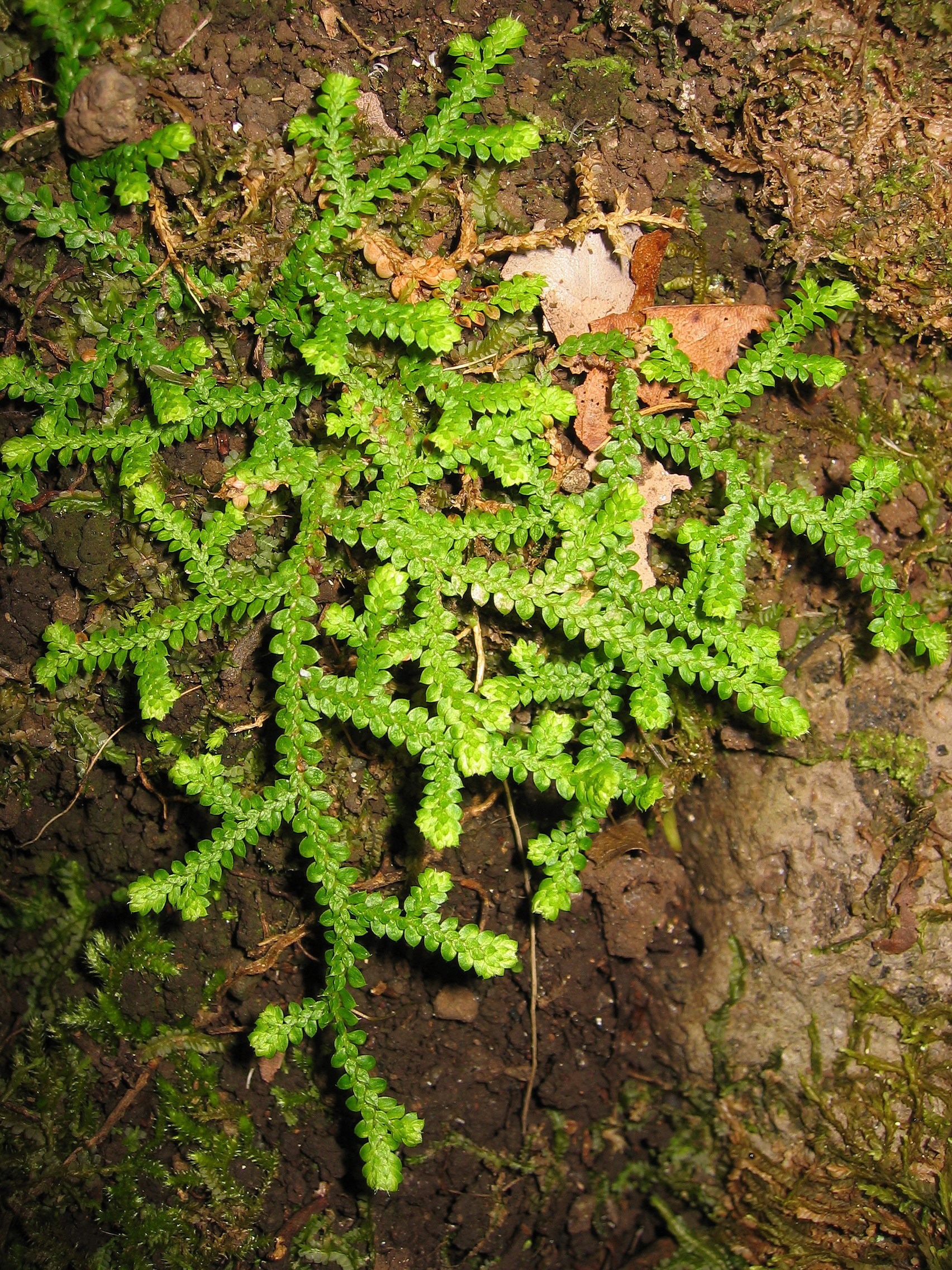
Selaginella denticulata